# Kvantitativ forskning
Kvantitativ forskning är en typ av forskningsmetod som fokuserar på mätbara data som kan uttryckas med hjälp av siffror. Kvantitativ forskning eftersträvar statistiska, kvantifierbara och vanligtvis generaliserbara resultat. Kvantitativa forskare utgår från att det går att göra objektiva mätningar av de fenomen som undersöks, även om de ofta är medvetna om att detta är ett problematiskt antagande.
Kvantitativ forskning analyserar högt strukturerade data som kan kvantifieras i kategorier eller i siffror. Denna data kan exempelvis samlas in genom enkätundersökningar, registerutdrag eller strukturerade observationer. Kvantitativ data kan samlas med hjälp av frågor som har förutbestämda svarsalternativ likväl som med frågor som kan besvaras med valfria siffror. Kvantitativa forskningsmetoder kan inte appliceras på text såvida denna text inte först har tolkats på ett sätt sätt som kan omsättas i siffror. Det är alltså inte korrekt, som påstås av vissa enkättjänster, att kvantitativ forskning enkelt kan kombineras med kvalitativ information från öppna textfrågor. 
Kvantitativ forskning används omfattande inom både naturvetenskap och samhällsvetenskap. Inom samhällsvetenskapen brukar begreppet kvantitativ forskning ställas i kontrast till kvalitativ forskning.

## Kritik
Kvantitativ forskning anses ofta involvera försök att falsifiera felaktiga teoretiska hypoteser genom statistisk hypotesprövning, men forskare har uppmärksammat att de flesta kvantitativa studier trots allt fortfarande befinner sig inom ett positivistiskt paradigm där forskare söker bekräftande evidens för önskade slutsatser snarare än kritiskt ifrågasätter teorier. Det har sedan länge uppmärksammats att kvantitativa forskare kan identifiera slumpmässiga resultat och presentera dessa som generaliserbara genom att pröva många olika statistiska analyser tills något som förefaller vara generaliserbart framträder ur deras datamaterial. Det går alltså att ifrågasätta huruvida kvantitativ forskning erbjuder mer generaliserbar och objektiv kunskap än kvalitativa metoder.